# Dobroslava
Dobroslava (in ungherese Dobroszló) è un comune della Slovacchia facente parte del distretto di Svidník, nella regione di Prešov.